# アウグステ・ロイス・ツー・エーベルスドルフ
アウグステ・カロリーネ・ゾフィー・ロイス・ツー・エーベルスドルフ（ドイツ語: Auguste Caroline Sophie Reuß zu Ebersdorf, 1757年1月19日 - 1831年11月16日）は、ザクセン＝コーブルク＝ザールフェルト公フランツの2番目の妃。

## 生涯
アウグステはロイス＝エーベルスドルフ伯ハインリヒ24世とその妻カロリーネ・エルネスティーネ・フォン・エルバッハ＝シェーンベルクとの間の娘として生まれた。エーベルスドルフは、アウグステの祖父ハインリヒ29世が熱狂的な敬虔主義の信奉者だったため、敬虔主義信仰の中心地となっていた。祖父の妹エルトムーテ・ドロテアは、モラヴィア兄弟団の指導者ニコラウス・フォン・ツィンツェンドルフの妻であった。こうした家族関係から、アウグステはきわめて深い信仰心の持ち主であった。
アウグステは18世紀後半のドイツにおいて、最も美しい女性の一人と言われていた。父ハインリヒ24世は画家のヨハン・ハインリヒ・ティシュバインに娘の肖像画制作を依頼し、アウグステを古代カリアの女性支配者アルテミシア2世として描かせた。ハインリヒ24世はこの絵画をレーゲンスブルクの常設帝国議会（Immerwährender Reichstag）の議場に掲げ、美しい娘に求婚者が現れるのを待った。1777年1月13日、アウグステは彼女の肖像画を本来の購入額の四倍の値段で買い取ったザクセン＝コーブルク＝ザールフェルト公フランツに嫁いだ。
アウグステと夫フランツの子孫であるザクセン＝コーブルク＝ゴータ家は、19・20世紀のヨーロッパ諸王家で重要な地位を占めた。アウグステは1796年、三女のユリアーネをロシア女帝エカチェリーナ2世の孫息子コンスタンチン・パヴロヴィチ大公に嫁がせることが出来た。ユリアーネ自身には不幸な結婚となったものの、この結婚はユリアーネの兄弟姉妹のヨーロッパ諸王家における地位の上昇に大きく影響した。
1831年、死去。長男エルンストが両親のために建てたコーブルク城庭園の墓廟に葬られた。

## 子女
アウグステは夫フランツとの間に9人の子女をもうけた。
- ゾフィー（1778年 - 1835年） - 1804年、エマヌエル・フォン・メンスドルフ＝プイリー（1818年より伯爵）と結婚
- アントイネッテ（1779年 - 1824年） - 1798年、ヴュルテンベルク公アレクサンダーと結婚
- ユリアーネ（1781年 - 1860年） - 1796年、ロシア大公コンスタンチン・パヴロヴィチと結婚
- エルンスト1世（1784年 - 1844年） - ザクセン＝コーブルク＝ザールフェルト公、1826年よりザクセン＝コーブルク＝ゴータ公
- フェルディナント（1785年 - 1861年） - コハーリ侯
- ヴィクトリア（1786年 - 1861年） - 1803年にライニンゲン侯エミッヒ・カールと結婚、1818年にイギリス王子・ケント公エドワード・オーガスタスと再婚。ヴィクトリア女王の母。
- マリアンネ・シャルロッテ（1788年 - 1794年）
- レオポルト（1790年 - 1865年） - ベルギー王レオポルド1世
- マクシミリアン（1792年 - 1793年）